# Hisataka Fujikawa
Hisataka Fujikawa (jap. 藤川 久孝 Fujikawa Hisataka; ur. 1 maja 1964) – japoński piłkarz występujący na pozycji pomocnika.

## Kariera klubowa
Od 1987 do 1996 roku występował w klubach Nagoya Grampus Eight i JEF United Ichihara.